# Чемпіонат Англії з футболу 1997—1998: Прем'єр-ліга
Англійська прем'єр-ліга 1997–1998 (англ. FA Premier League) — шостий сезон англійської Прем'єр-ліги, заснованої 1992 року. Переможцем сезону став лондонський «Арсенал», який здобув свій одинадцятий титул чемпіонів Англії. Ця перемога в національній першості стала для «канонірів» першою з 1991 року, а отже й першою, здобутою під егідою Прем'єр-ліги. Для очільника тренерського штабу «Арсенала» француза Арсена Венгера чемпіонський титул було завойовано за результатами його першого ж повного сезону в Лондоні. Венгер став першим тренером з-поза Британських островів, що виграв зі своєю командою чемпіонат Англії. Примітно, що переможцями Прем'єр-ліги до Венгера були лише тренери-шотландці — Алекс Фергюсон та Кенні Далгліш.
«Арсенал» забезпечив собі перемогу в сезоні в передостанньому турі перемогою над «Евертоном», після якої став недосяжним для найближчого переслідувача, «Манчестер Юнайтед». Поразка лондонців в останньому турі лише дозволила манчестерцям скоротити відставання від чемпіона до одного турнірного очка.
Боротьба у нижній частині турнірної таблиці засвідчила різницю у класі між Прем'єр-лігою та другим за силою футбольним дивізіоном Англії, Чемпіонатом Футбольної ліги, оскільки «Крістал Пелес», «Барнслі» та «Болтон Вондерерз», тобто усі три команди, що підвищилися у класі до Прем'єр-ліги перед початком сезону, по його завершенні втратили право виступів у вищому дивізіоні.

## Команди-учасниці
У змаганнях Прем'єр-ліги сезону 1997—1998 взяли участь 20 команд, включаючи 17 команд-учасниць попереднього сезону та три команди, що підвищилися у класі з чемпіонату Футбольної ліги.
Рекордсмени команд-учасниць першості 1997/98:
| Команда             | Бомбардир            | Найбільше матчів       | Найбільше матчів                        |
| Команда             | Бомбардир            | Чемпіонат Англії       | Національна збірна                      |
| ------------------- | -------------------- | ---------------------- | --------------------------------------- |
| «Астон Вілла»       | Гарі Хемптон (219)   | Чарлі Еткін (561)      | Пол Макграт (45, Ірландія)              |
| «Арсенал»           | Кліфф Бастін (150)   | Девід О'Лірі (558)     | Кенні Сенсом (77, Англія)               |
| «Барнслі»           | Ернест Хайн (123)    | Баррі Мерфі (514)      | Джеррі Таггарт (35, Півн. Ірландія)     |
| «Блекберн Роверз»   | Саймон Гарнер (168)  | Дерек Фейзакерлі (596) | Боб Кромптон (47, Англія)               |
| «Болтон Вондерерз»  | Нет Лофтгаус (255)   | Едді Хопкінсон (519)   | Нет Лофтгаус (33, Англія)               |
| «Челсі»             | Боббі Темблінг (164) | Рон Харріс (655)       | Рей Вілкінс (24, Англія)                |
| «Ковентрі Сіті»     | Клеррі Буртон (171)  | Джордж Кертіс (486)    | Пітер Ндлову (31, Зімбабве)             |
| «Крістал Пелес»     | Пітер Сімпсон (153)  | Джим Кеннон (571)      | Ерік Янг (19, Уельс)                    |
| «Дербі Каунті»      | Стів Блумер (292)    | Кевін Гектор (486)     | Пітер Шилтон (34, Англія)               |
| «Евертон»           | Діксі Дін (349)      | Невілл Саутолл (566)   | Невілл Саутолл (92, Уельс)              |
| «Лідс Юнайтед»      | Пітер Лорімер (168)  | Джек Чарльтон (629)    | Біллі Бремнер (54, Шотландія)           |
| «Лестер Сіті»       | Артур Чандлер (259)  | Адам Блек (528)        | Джон О'Нілл (39, Півн. Ірландія)        |
| «Ліверпуль»         | Роджер Гант (245)    | Іан Каллаган (640)     | Іан Раш (67, Уельс)                     |
| «Манчестер Юнайтед» | Боббі Чарльтон (199) | Боббі Чарльтон (606)   | Боббі Чарльтон (106, Англія)            |
| «Ньюкасл Юнайтед»   | Джекі Мілберн (177)  | Джиммі Лоуренс (432)   | Альф Макмайкл (40, Півн. Ірландія)      |
| «Шеффілд Венсдей»   | Енді Вілсон (199)    | Енді Вілсон (502)      | Найджел Вортінгтон (50, Півн. Ірландія) |
| «Саутгемптон»       | Майк Ченнон (185)    | Террі Пейн (713)       | Пітер Шилтон (49, Англія)               |
| «Тоттенгем Готспур» | Джиммі Грівз (220)   | Стів Перріман (655)    | Пет Дженнінгс (74, Півн. Ірландія)      |
| «Вест Гем Юнайтед»  | Вік Вотсон (298)     | Біллі Бондс (663)      | Боббі Мур (108, Англія)                 |
| «Вімблдон»          | Алан Корк (145)      | Алан Корк (430)        | Террі Філен (8, Ірландія)               |

## Турнірна таблиця
| М  | Команда               | І  | В  | Н  | П  | МЗ | МП | РМ  | О  | Кваліфікація або пониження в класі                       |
| -- | --------------------- | -- | -- | -- | -- | -- | -- | --- | -- | -------------------------------------------------------- |
| 1  | «Арсенал» Ч           | 38 | 23 | 9  | 6  | 68 | 33 | +35 | 78 | Груповий раунд Ліги чемпіонів УЄФА 1998–1999             |
| 2  | «Манчестер Юнайтед»   | 38 | 23 | 8  | 7  | 73 | 26 | +47 | 77 | 2-ий кваліфікаційний раунд Ліги чемпіонів УЄФА 1998–1999 |
| 3  | «Ліверпуль»           | 38 | 18 | 11 | 9  | 68 | 42 | +26 | 65 | 1-й раунд Кубка УЄФА 1998–1999                           |
| 4  | «Челсі»               | 38 | 20 | 3  | 15 | 71 | 43 | +28 | 63 | 1-й раунд Кубка кубків УЄФА 1998–1999 1                  |
| 5  | «Лідс Юнайтед»        | 38 | 17 | 8  | 13 | 57 | 46 | +11 | 59 | 1-й раунд Кубка УЄФА 1998–1999                           |
| 6  | «Блекберн Роверз»     | 38 | 16 | 10 | 12 | 57 | 52 | +5  | 58 | 1-й раунд Кубка УЄФА 1998–1999                           |
| 7  | «Астон Вілла»         | 38 | 17 | 6  | 15 | 49 | 48 | +1  | 57 | 1-й раунд Кубка УЄФА 1998–1999                           |
| 8  | «Вест Гем Юнайтед»    | 38 | 16 | 8  | 14 | 56 | 57 | −1  | 56 |                                                          |
| 9  | «Дербі Каунті»        | 38 | 16 | 7  | 15 | 52 | 49 | +3  | 55 |                                                          |
| 10 | «Лестер Сіті»         | 38 | 13 | 14 | 11 | 51 | 41 | +10 | 53 |                                                          |
| 11 | «Ковентрі Сіті»       | 38 | 12 | 16 | 10 | 46 | 44 | +2  | 52 |                                                          |
| 12 | «Саутгемптон»         | 38 | 14 | 6  | 18 | 50 | 55 | −5  | 48 |                                                          |
| 13 | «Ньюкасл Юнайтед»     | 38 | 11 | 11 | 16 | 35 | 44 | −9  | 44 | 1-й раунд Кубка кубків УЄФА 1998–1999 2                  |
| 14 | «Тоттенгем Готспур»   | 38 | 11 | 11 | 16 | 44 | 56 | −12 | 44 |                                                          |
| 15 | «Вімблдон»            | 38 | 10 | 14 | 14 | 34 | 46 | −12 | 44 |                                                          |
| 16 | «Шеффілд Венсдей»     | 38 | 12 | 8  | 18 | 52 | 67 | −15 | 44 |                                                          |
| 17 | «Евертон»             | 38 | 9  | 13 | 16 | 41 | 56 | −15 | 40 |                                                          |
| 18 | «Болтон Вондерерз» Пн | 38 | 9  | 13 | 16 | 41 | 61 | −20 | 40 | Пониження до Футбольної ліги                             |
| 19 | «Барнслі» Пн          | 38 | 10 | 5  | 23 | 37 | 82 | −45 | 35 | Пониження до Футбольної ліги                             |
| 20 | «Крістал Пелес» (Пн)  | 38 | 8  | 9  | 21 | 37 | 71 | –34 | 33 | 3-й раунд Кубка Інтертото 19983                          |
| 20 | «Крістал Пелес» (Пн)  | 38 | 8  | 9  | 21 | 37 | 71 | –34 | 33 | Пониження до Футбольної ліги                             |

Оновлено після матчів 10 травня 1998
Джерела: Barclays Premier League
Правила класифікації: 
1) очок; 2) різниця м'ячів; 3) кіл-ть забитих м'ячів.
1 «Челсі» кваліфікувався до Кубка володарів кубків УЄФА як чинний володар цього трофею та переможець Кубка англійської ліги.

2 «Ньюкасл Юнайтед» кваліфікувався до Кубка володарів кубків УЄФА як фіналіст Кубка Англії, оскільки переможець цього змагання «Арсенал» отримав право участі у Лізі чемпіонів УЄФА.

3 «Крістал Пелес» кваліфікувався до Кубка Інтертото незважаючи на програну боротьбу за збереження місця у Прем'єр-лізі.
(Ч) = Чемпіон; (Пн)/(В) = Понижено в класі/Вибув; (Пв) = Підвищення в класі; (ПП) = Переможець плей-оф; (Н) = Перехід до наступного раунду. 
Застосовується тільки коли сезон ще не закінчений: 
(К) = Кваліфікований до раунду турніру; (КН) = Кваліфікований до турніру, але не до конкретного раунду; (Д) = Дискваліфікований з турніру.

## Результати
| Вдома \ В гостях1 | АРС | АСТ | БАР | БЛБ | БОЛ | ЧЕЛ | КОВ | КРП | ДЕР | ЕВЕ | ЛІД | ЛЕС | ЛІВ | МЮ  | НЬЮ | ШВД | САУ | ТОТ | ВГЮ | ВІМ |
| Арсенал           |     | 0–0 | 5–0 | 1–3 | 4–1 | 2–0 | 2–0 | 1–0 | 1–0 | 4–0 | 2–1 | 2–1 | 0–1 | 3–2 | 3–1 | 1–0 | 3–0 | 0–0 | 4–0 | 5–0 |
| Астон Вілла       | 1–0 |     | 0–1 | 0–4 | 1–3 | 0–2 | 3–0 | 3–1 | 2–1 | 2–1 | 1–0 | 1–1 | 2–1 | 0–2 | 0–1 | 2–2 | 1–1 | 4–1 | 2–0 | 1–2 |
| Барнслі           | 0–2 | 0–3 |     | 1–1 | 2–1 | 0–6 | 2–0 | 1–0 | 1–0 | 2–2 | 2–3 | 0–2 | 2–3 | 0–2 | 2–2 | 2–1 | 4–3 | 1–1 | 1–2 | 2–1 |
| Блекберн Роверз   | 1–4 | 5–0 | 2–1 |     | 3–1 | 1–0 | 0–0 | 2–2 | 1–0 | 3–2 | 3–4 | 5–3 | 1–1 | 1–3 | 1–0 | 7–2 | 1–0 | 0–3 | 3–0 | 0–0 |
| Болтон Вондерерз  | 0–1 | 0–1 | 1–1 | 2–1 |     | 1–0 | 1–5 | 5–2 | 3–3 | 0–0 | 2–3 | 2–0 | 1–1 | 0–0 | 1–0 | 3–2 | 0–0 | 1–1 | 1–1 | 1–0 |
| Челсі             | 2–3 | 0–1 | 2–0 | 0–1 | 2–0 |     | 3–1 | 6–2 | 4–0 | 2–0 | 0–0 | 1–0 | 4–1 | 0–1 | 1–0 | 1–0 | 4–2 | 2–0 | 2–1 | 1–1 |
| Ковентрі Сіті     | 2–2 | 1–2 | 1–0 | 2–0 | 2–2 | 3–2 |     | 1–1 | 4–0 | 0–0 | 0–0 | 0–2 | 1–1 | 3–2 | 2–2 | 1–0 | 1–0 | 4–0 | 1–1 | 0–0 |
| Крістал Пелес     | 0–0 | 1–1 | 0–1 | 1–2 | 2–2 | 0–3 | 0–3 |     | 3–1 | 1–3 | 0–2 | 0–3 | 0–3 | 0–3 | 1–2 | 1–0 | 1–1 | 1–3 | 3–3 | 0–3 |
| Дербі Каунті      | 3–0 | 0–1 | 1–0 | 3–1 | 4–0 | 0–1 | 3–1 | 0–0 |     | 3–1 | 0–5 | 0–4 | 1–0 | 2–2 | 1–0 | 3–0 | 4–0 | 2–1 | 2–0 | 1–1 |
| Евертон           | 2–2 | 1–4 | 4–2 | 1–0 | 3–2 | 3–1 | 1–1 | 1–2 | 1–2 |     | 2–0 | 1–1 | 2–0 | 0–2 | 0–0 | 1–3 | 0–2 | 0–2 | 2–1 | 0–0 |
| Лідс Юнайтед      | 1–1 | 1–1 | 2–1 | 4–0 | 2–0 | 3–1 | 3–3 | 0–2 | 4–3 | 0–0 |     | 0–1 | 0–2 | 1–0 | 4–1 | 1–2 | 0–1 | 1–0 | 3–1 | 1–1 |
| Лестер Сіті       | 3–3 | 1–0 | 1–0 | 1–1 | 0–0 | 2–0 | 1–1 | 1–1 | 1–2 | 0–1 | 1–0 |     | 0–0 | 0–0 | 0–0 | 1–1 | 3–3 | 3–0 | 2–1 | 0–1 |
| Ліверпуль         | 4–0 | 3–0 | 0–1 | 0–0 | 2–1 | 4–2 | 1–0 | 2–1 | 4–0 | 1–1 | 3–1 | 1–2 |     | 1–3 | 1–0 | 2–1 | 2–3 | 4–0 | 5–0 | 2–0 |
| Манчестер Юнайтед | 0–1 | 1–0 | 7–0 | 4–0 | 1–1 | 2–2 | 3–0 | 2–0 | 2–0 | 2–0 | 3–0 | 0–1 | 1–1 |     | 1–1 | 6–1 | 1–0 | 2–0 | 2–1 | 2–0 |
| Ньюкасл Юнайтед   | 0–1 | 1–0 | 2–1 | 1–1 | 2–1 | 3–1 | 0–0 | 1–2 | 0–0 | 1–0 | 1–1 | 3–3 | 1–2 | 0–1 |     | 2–1 | 2–1 | 1–0 | 0–1 | 1–3 |
| Шеффілд Венсдей   | 2–0 | 1–3 | 2–1 | 0–0 | 5–0 | 1–4 | 0–0 | 1–3 | 2–5 | 3–1 | 1–3 | 1–0 | 3–3 | 2–0 | 2–1 |     | 1–0 | 1–0 | 1–1 | 1–1 |
| Саутгемптон       | 1–3 | 1–2 | 4–1 | 3–0 | 0–1 | 1–0 | 1–2 | 1–0 | 0–2 | 2–1 | 0–2 | 2–1 | 1–1 | 1–0 | 2–1 | 2–3 |     | 3–2 | 3–0 | 0–1 |
| Тоттенгем Готспур | 1–1 | 3–2 | 3–0 | 0–0 | 1–0 | 1–6 | 1–1 | 0–1 | 1–0 | 1–1 | 0–1 | 1–1 | 3–3 | 0–2 | 2–0 | 3–2 | 1–1 |     | 1–0 | 0–0 |
| Вест Гем Юнайтед  | 0–0 | 2–1 | 6–0 | 2–1 | 3–0 | 2–1 | 1–0 | 4–1 | 0–0 | 2–2 | 3–0 | 4–3 | 2–1 | 1–1 | 0–1 | 1–0 | 2–4 | 2–1 |     | 3–1 |
| Вімблдон          | 0–1 | 2–1 | 4–1 | 0–1 | 0–0 | 0–2 | 1–2 | 0–1 | 0–0 | 0–0 | 1–0 | 2–1 | 1–1 | 2–5 | 0–0 | 1–1 | 1–0 | 2–6 | 1–2 |     |

Джерело: RSSSF
1Команда-господар записана у лівому стовпчику.
Кольори: Голубий = господар переміг; Жовтий = нічия; Червоний = гості перемогли.

## Статистика

### Бомбардири
| Місце | Гравець                   | Клуб                | Голів |
| ----- | ------------------------- | ------------------- | ----- |
| 1     | Діон Даблін               | «Ковентрі Сіті»     | 18    |
| 1     | Майкл Овен                | «Ліверпуль»         | 18    |
| 1     | Кріс Саттон               | «Блекберн Роверз»   | 18    |
| 4     | Деніс Бергкамп            | «Арсенал»           | 16    |
| 4     | Кевін Галлахер            | «Блекберн Роверз»   | 16    |
| 4     | Джиммі Флойд Гассельбайнк | «Лідс Юнайтед»      | 16    |
| 7     | Енді Коул                 | «Манчестер Юнайтед» | 15    |
| 7     | Джон Гартсон              | «Вест Гем Юнайтед»  | 15    |
| 9     | Даррен Гакербі            | «Ковентрі Сіті»     | 14    |
| 10    | Пауло Ванчопе             | «Дербі Каунті»      | 13    |

## Нагороди

### Щомісячні нагороди
| Місяць   | Тренер місяця                        | Гравець місяця                                                |
| -------- | ------------------------------------ | ------------------------------------------------------------- |
| серпень  | Рой Годжсон («Блекберн Роверз»)      | Деніс Бергкамп («Арсенал»)                                    |
| вересень | Мартін О'Ніл («Лестер Сіті»)         | Деніс Бергкамп («Арсенал»)                                    |
| жовтень  | Алекс Фергюсон («Манчестер Юнайтед») | Пауло Ванчопе («Дербі Каунті»)                                |
| листопад | Джордж Грем («Лідс Юнайтед»)         | Енді Коул («Манчестер Юнайтед») і Кевін Девіс («Саутгемптон») |
| грудень  | Рой Годжсон («Блекберн Роверз»)      | Стів Макманаман («Ліверпуль»)                                 |
| січень   | Говард Кендолл («Евертон»)           | Діон Даблін («Ковентрі Сіті»)                                 |
| лютий    | Гордон Стракан («Ковентрі Сіті»)     | Кріс Саттон («Блекберн Роверз»)                               |
| березень | Арсен Венгер («Арсенал»)             | Алекс Маннінгер («Арсенал»)                                   |
| квітень  | Арсен Венгер («Арсенал»)             | Еммануель Петі («Арсенал»)                                    |

### Нагороди за сезон
- Нагородами «Гравець року за версією ПФА» та «Гравець року за версією Асоціації футбольних журналістів» був нагороджений нідерландський нападник «Арсенала» Деніс Бергкамп.[2][3]
- Звання «Молодий гравець року за версією ПФА» був удостоєний нападник «Ліверпуля» Майкл Овен.[4]
- «Тренером року англійської Прем'єр-ліги» було названо тренера команди-чемпіона француза Арсена Венгера.[5]
- «Гравцем року англійської Прем'єр-ліги» став Майкл Овен з «Ліверпуля».[5]